# José Tadeo Monagas
José Tadeo Monagas Burgos (n. 28 octombrie 1784, Maturin, Venezuela – d. 18 noiembrie 1868, Caracas, Venezuela) a fost un militar și om politic, eroul al Războiului de Independență, președintele Venezuelei în perioada 1847–1851 și 1855-1858. Monagas a dus o politică coruptă inclusiv prin numirea ca președinte a fratelui său José Gregorio Monagas.